# Toshiyori
Un toshiyori (年寄) est un ancien pratiquant de sumo ayant lutté dans le cadre de l'Association japonaise de sumo, aussi connu sous le nom d'oyakata. Les anciens lutteurs ayant atteint un rang suffisamment élevé sont les seules personnes admissibles. Les avantages sont considérables, car seuls les toshiyori sont autorisés à diriger et entraîner dans les écuries sumo, appelées heya, et ils sont aussi les seuls anciens lutteurs recevant une indemnité de départ à la retraite.